# Volvo Car Open 2021
Il Volvo Car Open 2021 è stato un torneo femminile di tennis giocato sulla terra verde. È stata la 48ª edizione del Volvo Car Open, che fa parte della categoria WTA 500 nell'ambito del WTA Tour 2021. Il torneo si è giocato al Family Circle Tennis Center di Charleston, dal 5 all'11 aprile 2021.

## Partecipanti

### Teste di serie
| Nazionalità | Giocatrice           | Ranking* | Testa di serie |
| ----------- | -------------------- | -------- | -------------- |
| Australia   | Ashleigh Barty       | 1        | 1              |
| Stati Uniti | Sofia Kenin          | 4        | 2              |
| Rep. Ceca   | Petra Kvitová        | 10       | 3              |
| Paesi Bassi | Kiki Bertens         | 11       | 4              |
| Svizzera    | Belinda Bencic       | 12       | 5              |
| Spagna      | Garbiñe Muguruza     | 13       | 6              |
| Belgio      | Elise Mertens        | 17       | 7              |
| Stati Uniti | Madison Keys         | 19       | 8              |
| Grecia      | Maria Sakkarī        | 20       | 9              |
| Rep. Ceca   | Markéta Vondroušová  | 21       | 10             |
| Kazakistan  | Elena Rybakina       | 24       | 11             |
| Tunisia     | Ons Jabeur           | 28       | 12             |
| Stati Uniti | Amanda Anisimova     | 31       | 13             |
| Kazakistan  | Julija Putinceva     | 33       | 14             |
| Stati Uniti | Cori Gauff           | 36       | 15             |
| Russia      | Veronika Kudermetova | 37       | 16             |

* Ranking al 22 marzo 2021.

### Altre partecipanti
Le seguenti giocatrici hanno ricevuto una wild card per il tabellone principale:
- Belinda Bencic
- Petra Kvitová
- Emma Navarro
- Markéta Vondroušová
- Hailey Baptiste

Le seguenti giocatrici sono entrate in tabellone grazie al ranking protetto:
- Andrea Petković
- Anastasija Potapova
- Jaroslava Švedova

Le seguenti giocatrici sono passate dalle qualificazioni:

1. Grace Min
2. Desirae Krawczyk
3. Gabriela Talabă
4. Natal'ja Vichljanceva

1. Storm Sanders
2. Asia Muhammad
3. Magdalena Fręch
4. Kurumi Nara

### Ritiri
Prima del torneo
- Irina-Camelia Begu → sostituita da  Leylah Annie Fernandez
- Anna Blinkova → sostituita da  Tímea Babos
- Danielle Collins → sostituita da  Martina Trevisan
- Fiona Ferro → sostituita da  Anastasija Potapova
- Polona Hercog → sostituita da  Nao Hibino
- Kaia Kanepi → sostituita da  Camila Giorgi
- Anett Kontaveit → sostituita da  Andrea Petković
- Barbora Krejčíková → sostituita da  Danka Kovinić
- Ann Li → sostituita da  Misaki Doi
- Jeļena Ostapenko → sostituita da  Christina McHale
- Anastasija Pavljučenkova → sostituita da  Cvetana Pironkova
- Jessica Pegula → sostituita da  Zarina Dijas
- Rebecca Peterson → sostituita da  Renata Zarazúa
- Laura Siegemund → sostituita da  Ljudmila Samsonova
- Kateřina Siniaková → sostituita da  Lauren Davis
- Jil Teichmann → sostituita da  Madison Brengle
- Heather Watson → sostituita da  Caty McNally

## Punti
| Evento    | V   | F   | SF  | QF  | 3T | 2T   | 1T   | Q    | Q2   | Q1   |
| Singolare | 470 | 305 | 185 | 100 | 55 | 30   | 1    | 25   | 13   | 1    |
| Doppio    | 470 | 305 | 185 | 100 | 1  | N.D. | N.D. | N.D. | N.D. | N.D. |

## Montepremi
| Evento    | V | F | SF | QF | 3T | 2T   | 1T   | Q2   | Q1   |
| Singolare | $ | $ | $  | $  | $  | $    | $    | $    | $    |
| Doppio    | $ | $ | $  | $  | $  | N.D. | N.D. | N.D. | N.D. |

## Partecipanti al doppio

### Teste di serie
| Nazione     | Giocatrice         | Nazione     | Giocatrice       | Ranking | Testa di serie |
| ----------- | ------------------ | ----------- | ---------------- | ------- | -------------- |
| Stati Uniti | Nicole Melichar    | Paesi Bassi | Demi Schuurs     | 23      | 1              |
| Cina        | Xu Yifan           | Cina        | Zhang Shuai      | 39      | 2              |
| Cile        | Alexa Guarachi     | Stati Uniti | Desirae Krawczyk | 39      | 3              |
| Canada      | Gabriela Dabrowski | Stati Uniti | Asia Muhammad    | 48      | 4              |

* Ranking al 22 marzo 2021.

### Altre partecipanti
La seguente coppia di giocatrici ha ricevuto una wild card per il tabellone principale:
- Caroline Dolehide /  Emma Navarro

Le seguenti coppie di giocatrici entrano nel tabellone come Ranking protetto:
- Oksana Kalašnikova /  Alla Kudrjavceva
- Vania King /  Jaroslava Švedova
- Ellen Perez /  Coco Vandeweghe

### Ritiri
Prima del torneo
- Anna Blinkova /  Lucie Hradecká → sostituite da  Oksana Kalašnikova /  Alla Kudrjavceva

## Campionesse

### Singolare
In finale  Veronika Kudermetova ha sconfitto  Danka Kovinić con il punteggio di 6-4, 6-2.

### Doppio
In finale  Nicole Melichar /  Demi Schuurs hanno sconfitto  Marie Bouzková /  Lucie Hradecká con il punteggio di 6-2, 6-4.